# 印尼多板盾尾魚
印尼多板盾尾魚，又稱印尼鋸尾鯛，為輻鰭魚綱鱸形目刺尾魚亞目刺尾魚科多板盾尾魚屬的其中一個種，於2001年由美國魚類學家John Ernest Randall首次正式描述，其模式產地為巴厘島巴東拜的「藍色潟湖」，該物種分布於西太平洋的印尼海域，深度5-40公尺，本魚體呈橢圓形且側扁，整體顏色為褐色，側邊有細朱色條紋，尾鰭呈黃色，背鰭硬棘9枚、背鰭軟條23枚、臀鰭硬棘3枚、臀鰭軟條22枚，體長可達30公分，棲息在珊瑚礁區，單獨或成對活動，生活習性不明。